# Zijin Mining
Zijin Mining Group Ltd eller Zijin (HKEX: 2899, SSE: 601899) (forenklet kinesisk: 紫金矿业; traditionelt kinesisk: 紫金礦業; pinyin: zǐ jīn kuàng yè) er en kinesisk metal- og minevirksomhed. Det er en ledende kinesisk producent og raffineringsvirksomhed indenfor guld, kobber og ikke-jernholdige metaller. Virksomhedens hovedsæde er i Shanghang i Longyan i Fujian. Koncernen har ca. 21.455 ansatte.

## Guldproduktion
Virksomheden driver Zijinshan Gold Mine, som er den største dagbrudsguldmine i Kina. Desuden drives tre andre guldminer.
I 2006 havde Zijin en guldproduktion på 49,28 tons, heraf stammede 20,70 tons fra virksomhedens egne miner. Det svarede til 20,53 % af Kinas totale guldproduktion og 11,51 % af guldproduktionen fra minedrift i Kina. I 2010 udvandt Zijin 69 tons guld.

## Hændelser

### Syreudslippet i juli 2010
3. juli og 16 juli 2010 blev der registreret et syreudslip fra virksomhedens kobber-anlæg i Fujian-provinsen, hvor syre løb ud i Ting-floden. Der blev sagt om udslippet at det var på størrelse med olieudslippet i den Mexicanske Golf 2010. Direktøren fra kobber-anlægget blev anholdt, fordi at virksomheden ventede ni dage inden de afslørede udslippet.

### Dæmningskollapset i september 2010
I september 2010 blev fire mennesker dræbt, da en dæmning efter kraftig regn kollapsede ved Xinyi Yinyan tin-minen. Om dæmningskollapset blev der sagt at det var forårsaget af kraftigt regnvejr og at vejret var en 200 års hændelse.